# ماتلاشا آیلز ماتلاشا شورز (فلوریدا)
ماتلاشا آیلز ماتلاشا شورز (به انگلیسی: Matlacha Isles-Matlacha Shores) یک منطقهٔ مسکونی در ایالات متحده آمریکا است که در شهرستان لی، فلوریدا واقع شده‌است. ماتلاشا آیلز ماتلاشا شورز ۱٫۱ کیلومتر مربع مساحت و ۳۰۴ نفر جمعیت دارد.